# Defense Condition
Defense Condition – system oznaczeń poziomów gotowości bojowej sił zbrojnych Stanów Zjednoczonych wobec zagrożeń zewnętrznych.
DEFCON jest kontaminacją słów defense condition. Najniższym stopniem gotowości DEFCON jest poziom piąty, oznaczający normalne funkcjonowanie w czasie pokoju, podczas gdy poziom najwyższy – pierwszy – oznacza maksymalny poziom gotowości bojowej. Poziom DEFCON nadać mogą wyłącznie prezydent Stanów Zjednoczonych oraz Kolegium Połączonych Szefów Sztabów. Każdy poziom DEFCON definiuje specyficzny scenariusz bezpieczeństwa, aktywacji sił zbrojnych i odpowiedzi bojowej. Różne rodzaje sił zbrojnych (wojska lądowe, marynarka wojenna, lotnictwo, piechota morska), różne bazy wojskowe i grupy dowodzenia mogą być postawione w różne stopnie obronności.
Oznaczenia DEFCON są częścią siedmiostopniowego systemu oznaczeń LERTCON. Pięć poziomów LERTCON to poziomy DEFCON, a pozostałe dwa to poziomy EMERGCON (Emergency Condition).

## Poziomy DEFCON

Pięć poziomów gotowości bojowej DEFCON na tablicy świetlnej

## Poziomy DEFCON[1][2]
DEFCON 5: Normalna gotowość bojowa, czas pokoju
DEFCON 4: Podwyższona gotowość bojowa, zwiększona działalność wywiadu, wzmocnione środki bezpieczeństwa
DEFCON 3: Siły Powietrzne USAF gotowe do mobilizacji w 15 minut
DEFCON 2: Siły Zbrojne US Army są w stanie wyruszyć do akcji w ciągu 6 godzin, przygotowanie do ewentualnej operacji nuklearnej
DEFCON 1: Najwyższa gotowość bojowa, wojna nuklearna nieunikniona

## Historia
W czasie kryzysu kubańskiego w 1962 roku siły zbrojne USA przeszły do poziomu gotowości DEFCON 3. W krytycznym momencie kryzysu Strategic Air Command (dowództwo odpowiedzialne za strategiczne siły jądrowe) postawiono w stan gotowości DEFCON 2.
W 1973 roku wybuchła wojna Jom Kipur. Mimo początkowych sukcesów Syria i Egipt znalazły się w niekorzystnym położeniu. Pojawiła się groźba interwencji zbrojnej Związku Radzieckiego w celu wsparcia państw arabskich. W odpowiedzi siły zbrojne USA przeszły do poziomu gotowości DEFCON 3.
W początkowej fazie interwencji w Zatoce Perskiej – 17 stycznia 1991 roku – Kolegium Połączonych Szefów Sztabów podniosło poziomów gotowości bojowej armii do stanu DEFCON 2.
DEFCON 3 wprowadzono też po zamachach terrorystycznych z 11 września 2001 roku.
13 października 2016 roku, DEFCON 3 wprowadzono z powodu rosnącego napięcia między Stanami Zjednoczonymi a Rosją, po wydarzeniach na Ukrainie i w Syrii. Jednym z czynników było również oskarżenie rosyjskich władz o cyberataki oraz mieszanie się do wyborów prezydenckich.

## Kultura
Poziomy DEFCON zostały po raz pierwszy wspomniane w filmie Gry wojenne (1983). Studio Introversion Software, znane z takich gier jak Uplink: Trust is a Weakness czy Darwinia, wydało grę o tytule Defcon: Globalna wojna termonuklearna, która jest inspirowana filmem. DEFCON zostało także wspomniane w grze Call of Duty: Black Ops.
W grze planszowej Zimna wojna gracze kontrolujący USA lub ZSRR odpowiadają za wspólny poziom DEFCON. Jednym z możliwych powodów przegrania gry jest spowodowanie przesunięcia znacznika poziomu DEFCON na poziom 1.